# Paul Deheuvels
Pour les articles homonymes, voir Deheuvels.
Paul Deheuvels, né le 11 mars 1948 à Istanbul, est un statisticien français.
Il est membre de l'Académie des sciences.

## Carrière
Paul Deheuvels est le fils de René Deheuvels.
Normalien (promotion S1967), agrégé de mathématiques (1969), docteur d’État ès sciences mathématiques (1974), il est professeur de statistique à l'université Pierre-et-Marie-Curie (devenue Sorbonne Université) depuis 1974. Il est élu membre de l'Académie des sciences (section des Sciences mécaniques et informatiques) en novembre 2000 (il en était correspondant depuis mars 1994).
De 1978 à 1981, il dirige l'Institut de statistique de l'université de Paris (ISUP), puis de 1981 à 2013 le Laboratoire de statistique théorique et appliquée.
Paul Deheuvels est spécialiste de statistique mathématique. Il est membre étranger de la Real Academia de Ciencias d’Espagne, membre de l’International Statistical Institute, et Fellow de l’Institute of Mathematical Statistics. Ses travaux ont porté principalement sur l’estimation fonctionnelle non paramétrique et la théorie des valeurs extrêmes.
Il a été conseiller auprès de la direction de Total de 1974 à 1994. Il a été conseiller auprès de la direction de Sanofi de 1978 à 1998. Il a été professeur à Columbia University (New York) pendant deux semestres en 1989 et 1999. Il est l'auteur de plus de 160 articles scientifiques.

## Médias
Depuis octobre 2014, Paul Deheuvels est responsable du libre journal des sciences et des techniques sur Radio-Courtoisie, émission d’une durée de 3 heures toutes les quatre semaines.

## Controverses
Paul Deheuvels, en tant que seul statisticien au sein de l'Académie des sciences, a été le seul académicien à soutenir publiquement la démarche statistique du professeur Gilles-Éric Séralini,, pourtant infirmée par un communiqué de six académies — sciences, médecine, technologies
Pharmacie, Agriculture, etc. — et par le Haut Conseil des biotechnologies, lequel a conclu que « Le protocole et les outils statistiques utilisés souffrent de graves lacunes et faiblesses méthodologiques qui ne permettent absolument pas de soutenir les conclusions avancées par les auteurs. »
Paul Deheuvels nie l'existence du réchauffement du climat d'origine anthropique. À cet égard, il soutient l'attribution par le Club de l'horloge du prix Lyssenko 2010 au climatologue médaillé d'or du CNRS Jean Jouzel,,.

## Prix
- Prix Pierre-Simon-de-Laplace 2007 (décerné par ses pairs, via la Société française de statistique)[15].

## Ouvrages
- L'intégrale, Pr. Univ. de France, 1980, 228 p. (ISBN 2130366481)
- La probabilité, le hasard et la certitude, PUF, coll. Que sais-je ?, 2008
- Lectures on Empirical Processes, Theory and Statistical Applications, EMS Series of Lectures in Mathematics, 2007  (ISBN 9783037190272)